# El Globo Ilustrado
El Globo Ilustrado fue una revista ilustrada, de periodicidad quincenal, publicada a mediados del siglo XIX en Madrid. Cada número constaba «de 16 páginas, ocho de grabados y ocho de testo.»
Es una de las muchas revistas del género editadas en Madrid mencionadas por Pedro de Madrazo en su La Ilustración Española y Americana (1882).
Editado y dirigido por el periodista Dionisio Chaulié y Ruiz, el primero número salió el uno de junio de 1866. Su número 30, y último, se publicó el 16 de agosto de 1867. Colaboradores incluían a figuras importantes de las letras de la época, como Antonio Arnao, José Muñoz Maldonado y Salvador Costanzo.